# خوسيه ساريا
خوسيه خوليو ساريا (بالإنجليزية: José Sarria)‏ (13 ديسبمبر عام 1932 – 19 أغسطس عام 2013) والمعروف أيضًا باسم ذا غراند مير والإمبراطورة النقية الأولى في سان فرانسيسكو وأرملة نورتون، كان ناشطًا سياسيًا أميركيًا من سان فرانسيسكو، كاليفورنيا، وأصبح في عام 1961 أول مرشح مثلي الجنس علنًا لمنصب عام في الولايات المتحدة. ويُذكَر أيضًا لأدائه كدراغ كوين (ممثل بلباس نسائي) في حانة القطة السوداء في سان فرانسيسكو، كاليفورنيا، وكمؤسس لنظام البلاط الإمبراطوري الأميركي.
كان خوسيه ساريا ابن خوليو ساريا وماريا دولوريس مالدونادو، ولم يتزوج والداه أبدًا ولم يبدِ والده أي اهتمام بحياة ابنه. في البداية ربَّت ماريا ابنها لوحدها، ولكن عندما أصبح ذلك صعبًا جدًا عليها وضعته تحت رعاية والدين آخرين. وكلاهما مع والدته تساهلوا مع اهتمامه المبكر بارتداء ملابس الفتيات. أظهر ساريا انجذابًا للغات، ما قاده إلى أول علاقة رومنسية جدّية مع رجل آخر. درَّس ساريا بول كوليش، وهو بارون أسترالي هرب من النازيين، ووقع ساريا وكوليش في حب بعضهما، وصمدت علاقتهما حتى قُتل كوليش وابنه في حادث سيارة في عام 1974.
خدم ساريا في جيش الولايات المتحدة أثناء الحرب العالمية الثانية، وبعد تسريحه درس ليصبح معلمًا، وتردد إلى حانة القطة السوداء، والتقى النادل جيمي مور الذي وصفه ساريا بأنه «حب حياته». عُيَّن ساريا نادلًا للكوكتيل. بعد إدانته بتهمة أخلاقية، بدأ ساريا يؤدي دور الدراغ كوين بعد أن أدرك أنه لا يُمكن أن يصبح مدرِّسًا معتَمَدًا، وبدأ يظهر بانتظام في الحانة. كان ساريا من أول الناشطين في مجتمع الميم «إل جي بي تي» (مثليي/ات الجنس ومزدوجي التوجه الجنسي والعابرين جنسيًا) وشارك في تأسيس العديد من المنظمات المثلية، بما في ذلك رابطة التعليم المدني وجمعية الحانات وجمعية حقوق الفرد.
أصبح ساريا أول مرشح علني مثلي الجنس لمنصب عام في الولايات المتحدة عندما ترشح لمجلس المشرفين في سان فرانسيسكو في عام 1961. وفي عام 1964 أعلن ساريا نفسه باسم «الإمبراطورة خوسيه الأولى، أرملة نورتون» وأسس نظام البلاط الإمبراطوري الذي نمى وتطور ليصبح جمعيةً دوليةً للمنظمات الخيرية.
بعد إغلاق حانة القط الأسود في عام 1964، توجه ساريا للعمل مع صاحب المطعم بيير باركر، إذ أدار الاثنان مطاعم فرنسية في المعارض العالمية، وبينما كان ساريا في المعرض العالمي في نيويورك عام 1964 علم بأن جيمي مور قد انتحر. عمل ساريا في العديد من المعارض قبل أن يتقاعد في عام 1974، وعاد إلى سان فرانسيسكو بعد العيش مع باركر في فينيكس في ولاية أريزونا، واستمر بحكم البلاطات الإمبراطورية مدة 43 عامًا قبل أن يتنازل في عام 2007. أعادت مدينة سان فرانسيسكو تسمية قسم من الشارع السادس عشر باسم ساريا تكريمًا لحياته المليئة بالنشاطات.

## تاريخه العائلي
وُلد خوسيه ساريا في سان فرانسيسكو في ولاية كاليفورنيا، لأبويه ماريا دولوريس مالدونادو وخوليو ساريا، وكانت عائلته من أصل إسباني وكولومبي. وُلدت أمه في بوغوتا لعائلة من الطبقة العليا ذات نشاط سياسي، وطلبت ماريا في أثناء أحداث حرب الألف يوم وفي أعقاب وفاة والدتها الحماية من صديق والدتها الجنرال رافاييل يوريبا يوريبا لتتمكن من الهرب خارج كولومبيا. حدد الجنرال موقع عم ماريا الناجي الذي أخذها إلى القنصلية الأمريكية، وهناك وُضعت تحت حماية الولايات المتحدة ونُقلت إلى بنما. قال ساريا: «وصلت أمي إلى بنما ومعها توجيهات إلى منزل عائلة تُدعى كوب، وكان كوب رئيس شركة ألمانية كبيرة للبيرة... ذهبَتْ أمي للعمل لدى عائلة كوب... وكانت خادمة المنزل واهتمت بالأطفال».

## وصلات خارجية
- خوسيه ساريا على موقع IMDb (الإنجليزية)
- خوسيه ساريا على موقع الموسوعة البريطانية (الإنجليزية)
- خوسيه ساريا في قاعدة بيانات الأفلام على الإنترنت